# والتر بول
والتر بول (بالألمانية: Walter Pohl)‏ هو مختص في الدراسات القروسطية ‏ ومؤرخ نمساوي، ولد في 27 ديسمبر 1953 في فيينا في النمسا.